# 台北國際自行車展覽會
台北國際自行車展（簡稱）是一項專門展示自行車整車與相關零配件之國際專業展覽，每逢春季都會在台北南港展覽館進行展出，截至目前為止，已經成功舉辦35屆，目前為亞洲第一大，世界第二大自行車產業展覽。

## 舉辦緣起
1979年起，台灣自行車的整車、零件及配件的發展日益進步，而在外銷市場上，也逐漸超越日本地區生產的相關產品，並且，在美國地區當地的調查也指出，美國當地進口的自行車，有四分之三來自台灣，而美國當地自行發展的自行車產量日益降低，因而可見台灣的自行車外銷市場受到國際之重視。
而在1988年，曾享有「自行車輸出王國」的台灣，見到自行車輸出大國日本於當年暫停辦理「東京自行車展」後，中華民國對外貿易發展協會決議於當年將「台北國際體育用品展覽會」的「自行車」區域獨立出來，舉辦「台北國際自行車展覽會」，並與機車展合辦。而此一舉辦，受到了美國、義大利、德國、法國、日本、韓國等各國廠商及買主之好評。

## 2024年展覽主題
- Micro-mobility 微型移動 :自行車產品逐步導入智慧科技，並隨著產品E化應用，為市場提供更多元的出行方式，相關展出品項及活動包含：cargo bike, e-cargo bike、輕型載具、運輸管理、物流方案、E-Bike Demo試乘區。

- Green Action綠色實踐 :永續已成自行車產業重要議題，產業加速從設計、材料、製程及包裝等各面向推進永續作為。本展持續倡議永續實踐，呼應業界關注，相關展出品項及活動包含：Taipei Cycle Green Actions系列活動(含永續地圖、自行車第二生命、減碳出行)、Taipei Cycle Forum。

- Startup & Innovation創新與新創 :創新為自行車產業進步之核心動力，新創公司為產業提供嶄新的發展面向，透過展示及媒合活動，促進新創企業對接資本市場、擴大跨域交流成效，相關展出品項及活動包含：d&i awards、新創交流活動Bike Venture、e-bikes、cycling  e-sports。

- Culture & Lifestyle 騎行文化與生活 :本展推廣騎行文化，促進各階層民眾參與騎行活動，融入日常生活，擴大自行車族群市場，相關展出品項及活動包含：Live Studio、騎健店Podcast、Taipei Cycle Workshop、自行車旅遊。

## 2024年展覽活動
- 創新設計獎 / TAIPEI CYCLE d&i awards：創新設計獎 / TAIPEI CYCLE d&i awards：長期以來，自行車產業在技術創新和研發方面不斷投入，專注於輕量化、智能化及節能減碳等發展趨勢。中華民國對外貿易發展協會與臺灣自行車輸出業同業公會積極推動此趨勢。創新設計獎不僅見證了產業的蓬勃發展與革新，也凝聚了各界對自行車未來的熱情與期待。2023年，創新設計獎首次設立「金質獎－綠色永續獎」，旨在鼓勵產業從業人員積極參與永續發展。該獎項成功吸引許多符合3R綠色設計標準的產品參賽。2024年，將繼續挖掘更多永續實踐方案，希望通過獎項的推動，讓這些優秀作品在大會上大放異彩。2024年參賽辦法

- E-BIKE試乘會：2024年Bike Demo試乘會將首次移至南港2館4樓展場。此場地為廠商提供展示最新產品性能的空間，讓買家和參觀者能親自試騎並給予反饋。現場包含許多E-bike、E-cargo、E-micro-mobility等相關製造商，藉由此機會獲得良好曝光。

- Live Studio! 網紅直播間：由中華民國對外貿易發展協會於2022年首次舉辦的TAIPEI CYCLE Live Studio，邀請單車產業的專業KOL與現場參展廠商進行互動，以現場直播的方式增強臨場感，宣傳展示最新產品。

- BIKE VENTURE新創發表：TAIPEI CYCLE與Anchor Asia (Anchor Taiwan) 攜手合作，於2024年啟動Bike Venture計畫，結合台灣強大的自行車產業傳統與深厚的科技實力，為展會35週年帶來前沿創新、企業新創合作、策略投資及跨產業交流的新篇章。2024年Bike Venture活動內容包括國際論壇、創新沙龍、創新展區新創分享與產業交流、VIP參訪，以及與全球業界領袖、投資人和企業家鏈結的寶貴機會。

- TAIPEI CYCLE工作坊：從專業角度分析當前局勢。活動涵蓋多元主題，包括單車人的料理、時下流行的E-bike設計趨勢、自行車廠商轉型的心路歷程等。為期三天的工作坊，為TAIPEI CYCLE增添更豐富的自行車元素。

- 騎健店：2024年由TAIPEI CYCLE與Taispo共同創辦的節目內容，涵蓋自行車及運動健身產業最新的產品介紹、產業趨勢、人物專訪、運動知識及騎行故事分享，從生活到文化，兼具商業及實用新知，打造自行車及運動健身產業聲音的「旗艦店」。

## 過往活動
- 台灣自行車之夜（Taiwan Cycle Night）：此項活動是主辦單位為了要讓廠商與買主交流而進行之展覽酒會，固定於開幕日晚上於台北國際會議中心舉辦。
- 自行車戶外試騎：邀請參觀之民眾，在台北世界貿易中心四合一噴水池廣場進行自行車試騎乘，主要提供民眾試騎乘之展品，皆為當年新推出之整車產品。
- 「優良創新自行車及零配件產品」展示：自第四屆台北國際自行車展覽會起，由工業技術研究院與台灣區自行車輸出業同業公會配合展覽同時舉辦。在展覽舉辦前，先進行作品之徵選，之後邀請國內外專業人士進行最後的評選，最後，獲獎之作品可在主辦的特別設立的專區進行展出。
- 全球自行車設計比賽：配合台北國際自行車展覽會所進行之活動，由經濟部技術處主辦，自行車工業研發中心承辦，自1996年起首度辦理。而和「優良創新自行車及零配件產品」徵選的差異在於，全球自行車設計比賽的資格是專門給自行車愛好者參與的活動，「優良創新自行車及零配件產品」徵選則是專門為自行車整車與零件製造廠商設計的。
- 環台自行車賽：因為2005年「台北自行車繞圈賽」受到好評，自2006年起，環台自行車賽新增「台北市政府站」之繞圈比賽，讓更多喜好自行車的車迷可以在參觀展覽時，同時欣賞到高水準之繞圈比賽。

## 歷屆重要事記
第一屆（1988年4月11日─4月15日）
- 參觀展覽的韓國自行車廠商與買主在台灣參觀展覽時，曾因為訪問工廠之問題，引發國內廠商之抗議，國內大型廠商曾一度以「停電」為由拒絕韓國廠商與買主的參訪。雖然韓國的參訪團表示，參訪之目的是以觀摩為主，但是主辦單位在聽聞此問題後，決議修訂工廠參訪的資格限制。[2]
- 在1989年廣州春季交易會中，因為曾有「香港製（Made In Hong Kong）」之自行車在該屆（1988年）自行車展展示，引起前往大陸投資之台灣廠商關切進出口之前景，進而成為兩岸廠商在該次交易會中關切之話題。[3]

第四屆（1991年5月6日─5月10日）
- 台北國際自行車展覽會的參觀者中，國外買主與相關業者多於國內參觀者，起因是展覽主軸較偏重於整車之外銷。[4]

第五屆（1992年4月16日─4月20日）
- 第二屆「優良創新自行車及零配件產品」甄選活動，以改良式摺疊車、碳纖全能車、電動自行車、變速飛輪、碟式煞車、變速鏈條…等受到各國買主之矚目。[5]
- 「台北國際自行車展覽會」與「台北國際體育用品展覽會」分開辦理，主因是基於休閒活動考量，以及自行車的環保觀念，再加上全民運動的重視，另外，機車展區則移往「台北國際汽車零配件展」聯合辦理。[6]

第七屆（1994年4月11日─4月14日）
- 主辦單位首度於台北國際會議中心正門口與台北世界貿易中心噴水池廣場，舉辦「戶外自行車表演」，並邀請自行車國家隊教練林德和率領國手鄭邦中、陳聰敏、陳健志、廖武雄和黃明輝表演「風火輪」、「神龍擺尾」、「飛越人牆」、「倒栽蔥」、「空中水平」等特技，獲得眾多年輕族群參觀者之好評。[7][8][9][10]

第九屆（1996年3月24日─3月27日）
- 適逢中華民國首度舉辦總統直接民選，中共於當年試射飛彈以威嚇台灣，雖然參展廠商規模較第八屆（1995年）成長10%，但因為軍事威脅問題，來台灣參訪的國外買主大幅下降至2200人左右，約較第八屆流失37%。[11][12]

第十屆（1997年4月16日─4月19日）
- 展覽最後一天（1997年4月19日），旺林企業指控獲得「台灣精品獎」的自行車零件產品改良式導讓煞車燈煞車塊的製造商笙彰興業有侵犯著作權之嫌疑，起因於煞車燈專利與煞車塊專利的製造糾紛，而在2000年，財團法人電子檢驗中心證實笙彰興業卻有侵害旺林企業著作權之嚴重行為，因此，經濟部對於笙彰興業進行處分。[13][14]

第十三屆（2000年4月7日─4月10日）
- 主辦單位與坤鈺科技股份有限公司合作，成立線上展覽網站，並開放國際買主線上預先登記參觀、參展廠商搜尋、交易洽談機會等服務，此一服務是將實體展覽與虛擬（線上）展覽整合，受到國內外廠商與買主之好評。[15]

第十四屆（2001年3月31日─4月3日）
- 台北國際自行車展覽會在擴增台北世界貿易中心展覽二館的展區之後，正式超越「東京自行車展覽會」之規模，躍升為世界第二大、亞洲第一大自行車專業展覽，當年吸引629家廠商參展，攤位1739個，較2000年成長13.6%，且參觀之國際買主為3434人，是歷屆之最。[16]
- 台灣自行車業者發起「三新運動」，強調自行車新材料、賦予自行車新功能及發展自行車新用途，是當年展覽的最大主流。[17][18]
- 電動自行車雖然有可能取代滑板車功能，成為未來趨勢，但由於車身過重問題，加上價格過於昂貴，對於買氣會造成不利之影響，因此在第一屆電動自行車全球高峰會中，有部份廠商認為「輕量化」將成為自行車產業發展之重要關鍵。[19]

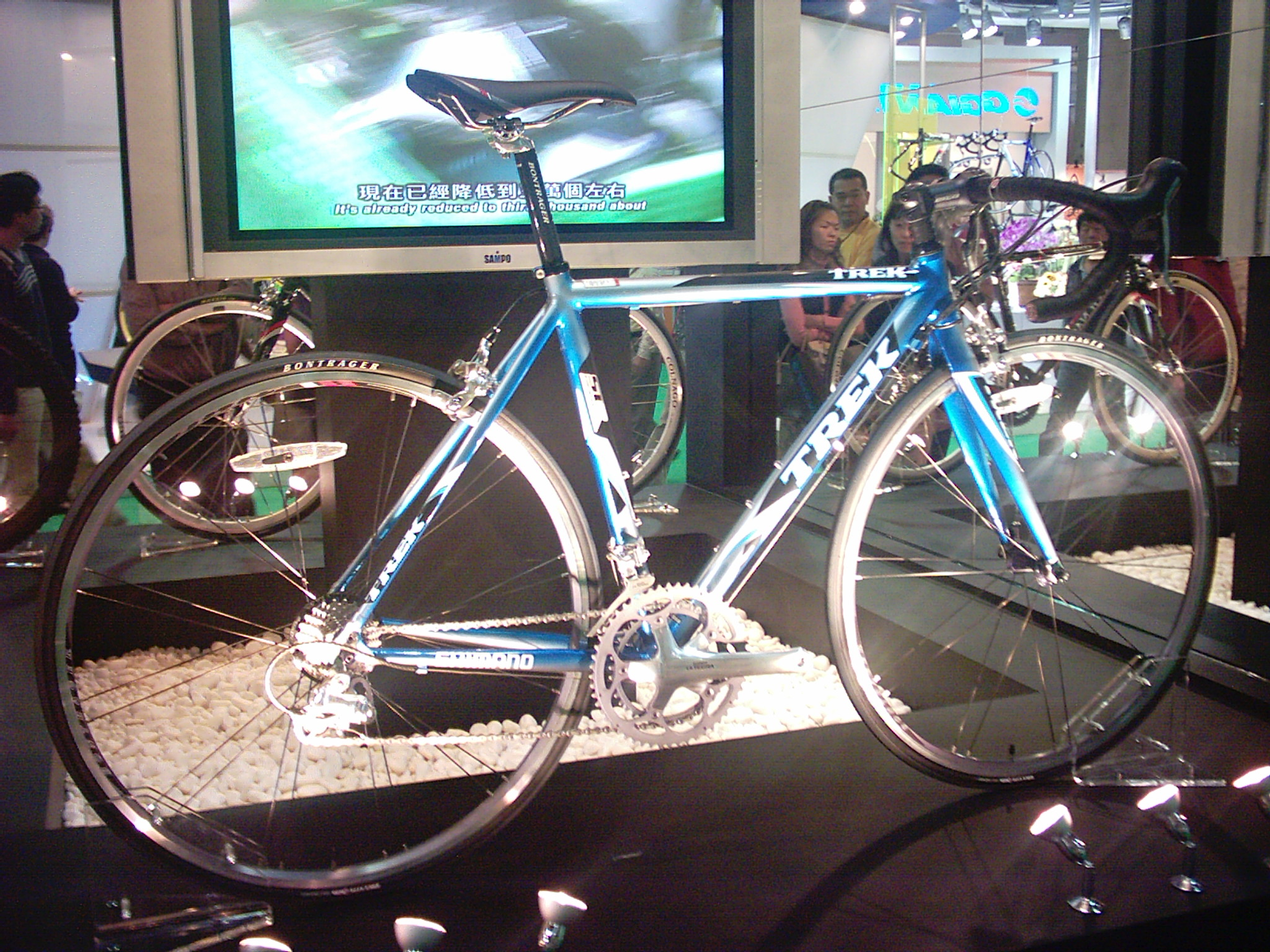
自行車的整車區域通常會設置在台北世貿三館。

第十五屆（2002年4月11日─4月14日）
- 因應2001年「三新運動」的推展，巨大機械、美利達兩大自行車公司，號召其他自行車業者組成台灣自行車協進會（A-Team），並參與該屆展覽，與落實「1110交貨標準」（一天交一次貨，交貨期為十天，過去成車廠交貨期在一個月以上，零件廠交貨期則在二十一天且每週交貨一次），受到各國好評。[20]
- 展覽中首度設置「台灣精品獎」專區，是中華民國對外貿易發展協會為了推展「台灣精品獎」的得獎作品所設置的展區，該區域除了展示歷年來獲獎的台灣精品，另外也展出了「國家產品形象金質獎」的入圍作品。[21]

第十六屆（2003年3月29日─4月1日）
- 受到SARS之影響，台北國際自行車展覽會參觀人潮小幅減少20%，進場參觀之國內外買主以及會場之參展廠商、工作人員皆被台北市衛生局要求全面帶上手術用口罩，以避免傳染[22]。

第十七屆（2004年3月10日─3月13日）
- 新品戶外試騎活動在台北世界貿易中心噴水池廣場進行，受到參觀者之好評[23]。
- 為了因應環保潮流，主辦單位針對電動車輛（電動自行車、電動代步車與電動機車）產業，進行一系列研討會，並設置「電動車展示專區」；此外，工業局技正徐增明也表示，電動車產業發展，理應參考趨勢走向來進行，當初台灣發展此產業之困境，是因為汽機車整車產業的崛起，而如果發展順利，則電動車產值可以在2008年稱霸全球市場[24]。

第三十二屆（2019年3月27日─3月30日）
- 同年，配合南港展覽館二館啟用營運，首次在南港展覽館及台北世貿展覽館同步展出，展覽規模較往年增加了30%，攤位數量達到4720個，亦為歷年以來最大規模。
- 由於展覽規模的提升，台北國際自行車展也從去年的全球第三大上升了一個排名，成為僅次於歐洲自行車展的全球第二大國際自行車展覽。

第三十三屆（原定2020年3月4日─3月7日）
- 2020年，台北國際自行車展因COVID-19疫情取消。[25]

第三十三屆 (2022年3 月9日 – 3月12日)
- 疫情後首次舉辦實體展覽，透過採洽會、Live Studio! 網紅直播間、採洽會等活動，協助參展商強力行銷曝光。同步也舉行線上展至4月8日。

- TAIPEI CYCLE、TaiSPO與合作單位Dirty Formosa聯手推出戶外展區OUTDOOR Taipei，呈現以越野自行車為主題的戶外生活體驗。

- 本年度雖國外買主未能來台觀展，但實體展會仍是業界交流最新產業資訊的重要場域，4天展覽共計吸引逾1萬5千名參觀者。

第三十四屆 (2023年3月22日 – 3月25日)
- TAIPEI CYCLE及TaiSPO在迎接邊境解封後，國際買主首度回歸，兩展合計共有來自81國、5,400位國際買主前來觀展，前五大買主國依序為日、韓、美、新加坡、德國。而兩展國內參觀業者合計則達2萬名，較前一年成長71%。

- 展覽期間規劃動態體驗活動，擴大展覽效益。TAIPEI CYCLE則首度舉辦「綠色騎遊Ride Together」活動，為國際買主提供半日騎行活動，倡導自行車低碳旅遊，也讓更多國際人士認識北市近郊美好風景。

第三十五屆 (2024年3月6日 – 3月9日)
- 2024年TAIPEI CYCLE參觀人數較2023年有顯著成長，全球自行車銷量也逐漸恢復疫情前的水準，庫存問題嶄露曙光。展出的國內企業達758家、國外企業213家，展出面積達3500個攤位數。

- 2024年TAIPEI CYCLE吸引12,500名國內專業人士、4,000為國際買主，以及3,300位一般民眾。前十大買主國分別為：日本、美洲、中國、韓國、新加坡、德國、泰國、菲律賓、馬來西亞、澳洲。

- 2024年定調四大主題，分別為「微型移動Micro-mobility」、「綠色實踐 Green Action」、「創新與新創Innovations & Startups」、「騎行文化與生活Culture & Lifestyle」，從展示至週邊活動，與國內外業者一起探索智慧綠金商機。

### 賽會結合時期
第十八屆（2005年3月4日─3月7日）
- 此項展覽與中華民國自由車協會舉辦的2005年台北國際菁英自由車競賽整合，是有史以來將動態賽會與靜態展覽整合的首例，而該競賽也展覽第三天的上午，於台北世界貿易中心展覽三館起跑，最後，德國車手柯杜拉（Jürgen Kotulla）拿下這項比賽的總冠軍。

#### 環台賽結合期
第十九屆（2006年3月8日─3月11日）
- 由於2005年台北國際菁英自由車競賽的成功辦理，使得該展覽得以自本屆起，與原先在秋冬之際舉行的國際自由車環台賽整合，成為台灣自行車界一大盛事[26]，與此同時，該項賽會也獲得國際自由車總會認可，成為UCI洲際巡迴賽亞洲區2.2級賽事[27]。
- 在環保趨勢的走向下，碳纖維車與綠色能源相關產品，成為重要的話題[28][29]。

第二十屆（2007年3月24日─3月27日）
- 本屆展覽中之參展廠商達到693家，並利用了2298個攤位進行展示[30]，再度刷新紀錄，預計2008年移往台北南港展覽館時，規模會大幅提升。
- 美利達展示了將於2008年發行的輕型碳纖維車，重量僅八公斤[31]。